# Kolpná
Kolpná (ruso: Колпна́) es un asentamiento de tipo urbano de Rusia, capital del raión homónimo en la óblast de Oriol.
En 2023, la localidad tenía una población de 5296 habitantes. En su territorio no hay pedanías.
Se ubica a orillas del río Sosná, unos 40 km al suroeste de Livny.

## Historia
Se conoce la existencia del asentamiento en documentos desde 1150 y durante siglos fue una pequeña localidad, cuyo topónimo era "Kolpny" (Ко́лпны). En 1861, el pueblo pasó a ser la sede de su propia vólost, en el uyezd de Maloarjánguelsk de la gobernación de Oriol. Adoptó el estatus de capital distrital en 1928, cuando se formaron los raiones de la óblast de Chernozem Central. Kolpny adoptó el estatus de asentamiento de tipo urbano en 1960, cuando tenía poco más de mil habitantes. En las décadas siguientes se desarrolló como un núcleo industrial, llegando a superar los siete mil habitantes en la primera década del siglo XXI. Adoptó su actual topónimo en 2006. Desde entonces está sufriendo un gran descenso de población como consecuencia del cierre de industrias.